# Raves
Raves és un municipi francès, situat al departament dels Vosges i a la regió del Gran Est. L'any 2007 tenia 427 habitants.

## Demografia

### Població
El 2007 la població de fet de Raves era de 427 persones. Hi havia 165 famílies, de les quals 33 eren unipersonals (12 homes vivint sols i 21 dones vivint soles), 66 parelles sense fills, 58 parelles amb fills i 8 famílies monoparentals amb fills.
La població ha evolucionat segons el següent gràfic:
Habitants censats

### Habitatges
El 2007 hi havia 186 habitatges, 167 eren l'habitatge principal de la família, 10 eren segones residències i 8 estaven desocupats. 171 eren cases i 13 eren apartaments. Dels 167 habitatges principals, 142 estaven ocupats pels seus propietaris, 20 estaven llogats i ocupats pels llogaters i 5 estaven cedits a títol gratuït; 2 tenien una cambra, 6 en tenien dues, 18 en tenien tres, 47 en tenien quatre i 94 en tenien cinc o més. 145 habitatges disposaven pel capbaix d'una plaça de pàrquing. A 64 habitatges hi havia un automòbil i a 95 n'hi havia dos o més.

### Piràmide de població
La piràmide de població per edats i sexe el 2009 era:
| Homes | Edats   | Dones |
| ----- | ------- | ----- |
| 0     | 95 o +  | 0     |
| 0     | 90 a 94 | 0     |
| 0     | 85 a 89 | 0     |
| 4     | 80 a 84 | 0     |
| 8     | 75 a 79 | 16    |
| 8     | 70 a 74 | 8     |
| 4     | 65 a 69 | 8     |
| 12    | 60 a 64 | 16    |
| 12    | 55 a 59 | 12    |
| 16    | 50 a 54 | 16    |
| 16    | 45 a 49 | 8     |
| 16    | 40 a 44 | 20    |
| 16    | 35 a 39 | 12    |
| 12    | 30 a 34 | 16    |
| 4     | 25 a 29 | 0     |
| 0     | 20 a 24 | 0     |
| 8     | 15 a 19 | 12    |
| 0     | 10 a 14 | 8     |
| 20    | 5 a 9   | 4     |
| 12    | 0 a 4   | 12    |

## Economia
El 2007 la població en edat de treballar era de 277 persones, 204 eren actives i 73 eren inactives. De les 204 persones actives 182 estaven ocupades (96 homes i 86 dones) i 22 estaven aturades (9 homes i 13 dones). De les 73 persones inactives 31 estaven jubilades, 20 estaven estudiant i 22 estaven classificades com a «altres inactius».

### Ingressos
El 2009 a Raves hi havia 174 unitats fiscals que integraven 453 persones, la mediana anual d'ingressos fiscals per persona era de 18.296 €.

### Activitats econòmiques
Dels 28 establiments que hi havia el 2007, 1 era d'una empresa de fabricació de material elèctric, 3 d'empreses de fabricació d'altres productes industrials, 10 d'empreses de construcció, 6 d'empreses de comerç i reparació d'automòbils, 1 d'una empresa financera, 2 d'empreses immobiliàries, 3 d'empreses de serveis i 2 d'empreses classificades com a «altres activitats de serveis».
Dels 9 establiments de servei als particulars que hi havia el 2009, 2 eren tallers de reparació d'automòbils i de material agrícola, 2 paletes, 2 fusteries, 1 electricista i 2 perruqueries.
L'únic establiment comercial que hi havia el 2009 era una botiga de menys de 120 m².
L'any 2000 a Raves hi havia 3 explotacions agrícoles.

## Equipaments sanitaris i escolars
El 2009 hi havia una escola elemental integrada dins d'un grup escolar amb les comunes properes formant una escola dispersa.

## Poblacions més properes
El següent diagrama mostra les poblacions més properes.